# 9139 Barrylasker
A 9139 Barrylasker (ideiglenes jelöléssel 4180 T-2) a Naprendszer kisbolygóövében található aszteroida. Cornelis Johannes van Houten, Ingrid van Houten-Groeneveld és Tom Gehrels fedezte fel 1973. szeptember 29-én.